# Plazoleta de las Nazarenas
La Plazoleta de las Nazarenas es una plaza pública ubicada en el centro histórico de la ciudad del Cusco, Perú, a trescientos metros al norte de la Plaza de Armas. Existente desde la época incaica como parte de la ciudad capital del imperio, la plaza hoy se destaca por acoger a su alrededor dos de los principales hoteles de lujo existentes en la ciudad, el Belmond Hotel Palacio Nazarenas y el Belmond Hotel Monasterio, ambos administrados por la cadena hotelera Belmond Ltd.
Durante el incanato, esta plaza formó parte de la parte central de la ciudad y con frente a ella se ubicó, durante el incanato el Yachaywasi, escuela incaica. Tras la conquista de la ciudad y su fundación española los solares colindantes fueron entregados a los conquistadores españoles. En ella se instaló el primer local del convento de Santa Clara y, hacia fines del siglo XVI se instaló el Seminario de San Antonio Abad. Durante el siglo XVII se instaló el Colegio San Francisco de Borja y hacia mediados del siglo XVIII el Beaterio de las Nazarenas.
Desde la década del 50 del siglo XVI hasta 1620, la plaza fue llamada "Plazuela del Convento de Santa Clara". Luego, se llamó "Plazuela de Santa Clara la Vieja" y "Plazuela del Colegio y Seminario de San Antonio Abad". Es a partir del siglo XIX, luego de la instalación del Beaterio de las Nazarenas en la vecina Casa de las Sierpes, que la plaza fue conocida con el nombre actual.
Desde 1972 la plaza forma parte de la Zona Monumental del Cusco declarada como Monumento Histórico del Perú. Asimismo, en 1983 al ser parte del casco histórico de la ciudad del Cusco, forma parte de la zona central declarada por la UNESCO como Patrimonio Cultural de la Humanidad.

## Monumentos
La plaza se encuentra dividida en dos mitades separadas por una calle que sigue el trazo de las calles Siete Culebras y Córdoba del Tucumán. En la mitad norte se encuentra un monumento con un busto del obispo Manuel de Mollinedo y Angulo quien fuera personaje importante para la instauracion en el Cusco del Seminario de San Antonio Abad. En la mitad sur se ubica otro busto del militar e inventor peruano Pedro Ruiz Gallo quien es considerado uno de los precursores de la aeronáutica moderna y patrono del arma de ingeniería del ejército peruano.

## Entorno
En la actualidad, la plazoleta tiene una carácter eminentemente turístico al estar rodeado por los hoteles de la cadena Belmond: Palacio Nazarenas y Monasterio en su pared nororiental separados por la calle Siete Culebras. Destaca también la iglesia de San Antonio Abad. Todos estos edificios son de la época colonial y destacan por sus portadas barrocas y su construcción sobre muros incaicos. En el lado norte se ubica la Casa Cabrera que aloja el Museo de Arte Precolombino. Hacia el lado suroccidental destaca la Casa de La Torre que actualmente está ocupado por el hotel "La Casona" de la cadena hotelera peruana Inkaterra y la Casa Oblitas donde se encontraba el restaurante bar "Fallen Angel". Asimismo, hacia el lado sur se ubican tiendas de tejidos de alpaca y joyerías.

#### Libros y publicaciones
- Amado Gonzales, Donato (2003). «De la casa señorial al beaterio Nazarenas». Revista Andina (36). Archivado desde el original el 9 de diciembre de 2019. Consultado el 18 de septiembre de 2019.
- Angles Vargas, Víctor (1983). Historia del Cusco Colonial Tomo II Libro segundo. Lima: Industrialgrafica .S.A.
- Navarro Linares, Deysi (2012). El convento de Santa Clara y la Mujer Mestiza Cusqueña: 1560-1600 (Licenciatura). Universidad Nacional San Antonio Abad del Cusco. Consultado el 21 de octubre de 2019. (enlace roto disponible en Internet Archive; véase el historial, la primera versión y la última).

- Datos: Q67894224
- Multimedia: Plazoleta de las Nazarenas / Q67894224